# گورستان قدیمی عزآباد
گورستان قدیمی عزآباد مربوط به سده‌های میانه و متاخر دوران‌های تاریخی پس از اسلام است و در شهرستان بیضا، بخش بیضا، دهستان بانش، ۳۰۰ متری شمال غرب روستای عزآباد واقع شده و این اثر در تاریخ ۱۸ شهریور ۱۳۸۷ با شمارهٔ ثبت ۲۳۴۰۲ به‌عنوان یکی از آثار ملی ایران به ثبت رسیده است.